# Pedro Bromfman
Pedro Bromfman (Rio de Janeiro, 20 de janeiro de 1976) é um compositor brasileiro de trilhas de filmes e videogames. Compôs também trilhas para filmes e videogames estrangeiros.

## Pôquer
Pedro também é jogador de pôquer. Ele ganhou um bracelete dourado da Série Mundial de Pôquer (WSOP) em 2022, ganhando o evento #38 (US$ 10.000 No-Limit 2-7 Single Draw Championship), levando um prêmio de 294.616 dólares.

## Filmografia

### Cinema
| Ano  | Título                                    | Diretor                                                          | Notas          |
| ---- | ----------------------------------------- | ---------------------------------------------------------------- | -------------- |
| 2003 | Tres delincuentes                         | Nathan Clay Eduardo Enrique Mayén                                | Curta-metragem |
| 2004 | L.A. Dream                                | William Olsson                                                   | Curta-metragem |
| 2005 | The Yawn Jar                              | Alvaro Ron                                                       | Curta-metragem |
| 2005 | Fuga y misterio                           | Martin Mourin                                                    | Curta-metragem |
| 2006 | Between the Lines                         | Anisha Pattanaik                                                 | —              |
| 2006 | Rosa                                      | William Olsson                                                   | Curta-metragem |
| 2007 | Tropa de Elite                            | José Padilha                                                     | —              |
| 2007 | Days of Fight                             | Eduardo Brand                                                    | —              |
| 2008 | Alucinados                                | Roberto Santucci                                                 | —              |
| 2008 | They Killed Sister Dorothy                | Daniel Junge                                                     | —              |
| 2010 | March of the Living                       | Jessica Sanders                                                  | —              |
| 2010 | Tropa de Elite 2: O Inimigo agora É Outro | José Padilha                                                     | —              |
| 2011 | Qualquer Gato Vira-Lata                   | Tomas Portella                                                   | —              |
| 2011 | Linus & Cori (Ten Years Later)            | Alvaro Ron Nacho Manubens                                        | Curta-metragem |
| 2012 | G-Dog                                     | Freida Lee Mock                                                  | —              |
| 2013 | Maria Bonita                              | Jacob Lundgaard Andersen Gareth Dunnet-Alcocer Camille Stochitch | Curta-metragem |
| 2014 | Robocop                                   | José Padilha                                                     | —              |
| 2014 | Rio, Eu Te Amo                            | José Padilha                                                     | —              |
| 2014 | Blue Lips                                 | Daniela De Carlo Julieta Lima Gustavo Lipsztein                  | —              |
| 2015 | Deep Web                                  | Alex Winter                                                      | —              |
| 2016 | Em Nome da Lei                            | Sergio Rezende                                                   | —              |
| 2016 | Relatively Free                           | Alex Winter                                                      | Curta-metragem |
| 2017 | Thumper                                   | Jordan Ross                                                      | —              |
| 2018 | The Panama Papers                         | Alex Winter                                                      | —              |
| 2019 | The Blackout                              | Daniela De Carlo                                                 | —              |
| 2021 | The Cocktail Party                        | Jessica Sanders                                                  | Curta-metragem |

### Televisão
| Ano       | Título                              | Notas        |
| --------- | ----------------------------------- | ------------ |
| 2003–2005 | SportsCentury                       | 2 episódios  |
| 2016      | Paradise Inc.                       | 2 episódios  |
| 2015–2017 | Narcos                              | 30 episódios |
| 2017      | The Story of Us with Morgan Freeman | 6 episódios  |
| 2018      | Chain of Command                    | 8 episódios  |

### Videogame
| Ano  | Título              | Notas                                                                   |
| ---- | ------------------- | ----------------------------------------------------------------------- |
| 2012 | Max Payne 3         | Produção adicional Performances adicionais Original composta por Health |
| 2019 | Need for Speed Heat | —                                                                       |
| 2021 | Far Cry 6           | —                                                                       |

## Prêmios e indicações

### Prêmios
- ASCAP Award:
  - 2015 – Robocop
- Park City Film Music Festival:
  - 2009 – Tropa de Elite – Jury Choice Gold Medal for Excellence
  - 2009 – They Killed Sister Dorothy – Audience Choice Gold Medal for Excellence
- Prêmio Guarani de Cinema Brasileiro:
  - 2008 – Tropa de Elite – Melhor Trilha Sonora

### Indicações
- Grande Prêmio do Cinema Brasileiro:
  - 2008 – Tropa de Elite – Melhor Trilha Sonora Original
  - 2011 – Tropa de Elite 2 – Melhor Trilha Sonora Original
- Prêmio ACIE de Cinema:
  - 2011 – Tropa de Elite – Melhor Trilha Sonora
- Prêmio Contigo! de Cinema:
  - 2008 – Tropa de Elite – Melhor Trilha Sonora